# Jorge Hierrezuelo
Jorge Hierrezuelo Marcillis (11 de abril de 1983) es un deportista cubano que compitió en judo adaptado. Ganó una medalla de oro en los Juegos Paralímpicos de Londres 2012 en la categoría de –90 kg.

## Palmarés internacional
| Juegos Paralímpicos | Juegos Paralímpicos   | Juegos Paralímpicos | Juegos Paralímpicos |
| Año                 | Lugar                 | Medalla             | Categoría           |
| ------------------- | --------------------- | ------------------- | ------------------- |
| 2012                | Londres (Reino Unido) | Medalla de oro      | –90 kg              |